# Oksana Grisjtsjoek

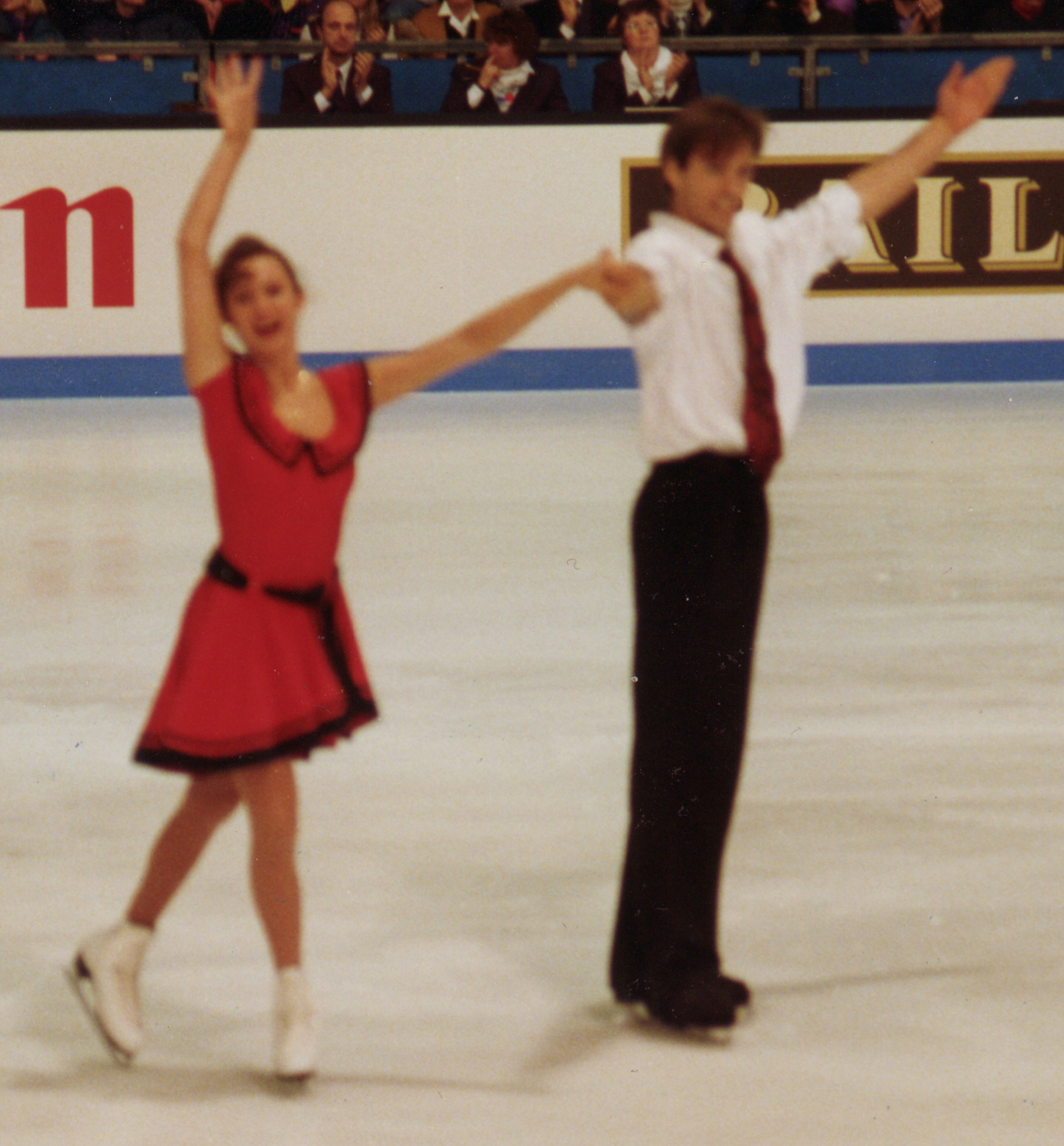
Oksana Grisjtsjoek en haar schaatspartner Jevgeni Platov (1994)

Oksana (Pasja) Vladimirovna Grisjtsjoek (Russisch: Оксана (Паша) Владимировна Грищук) (Odessa, 17 maart 1972) is een in de Oekraïense sovjetrepubliek geboren Russische kunstschaatsster. Als eerste ijsdanspaar werden Grisjtsjoek en haar schaatspartner Jevgeni Platov (1989-98) tweevoudig olympisch kampioen. Daarnaast waren ze viervoudig wereldkampioen en drievoudig Europees kampioen. Grisjtsjoek en Platov namen deel aan drie edities van de Olympische Winterspelen: Albertville 1992, Lillehammer 1994 en Nagano 1998.

## Biografie
Grisjtsjoek werd in Odessa geboren, een stad in de destijds Oekraïense Socialistische Sovjetrepubliek. Haar vader verliet het gezin toen ze één jaar oud was. Ze begon op vierjarige leeftijd met schaatsen. In 1980 verhuisde ze met haar moeder naar Moskou. Daar werd ze door verschillende verenigingen afgewezen, maar uiteindelijk vond Grisjtsjoek toch iemand die haar wilde coachen. Ze nam met Aleksandr Tsjitsjkov in 1987 en 1988 deel aan de WK junioren. Daar won het paar, in 1988 de nationaal kampioenen bij de junioren in de Sovjet-Unie, respectievelijk zilver en goud. Tsjitsjkov moest in 1989 gedwongen stoppen met het kunstschaatsen vanwege gezondheidsproblemen.
Na de zomerstop ging Grisjtsjoek trainen met Jevgeni Platov. Het ijsdanspaar nam, tot 1992 voor de Sovjet-Unie en daarna voor Rusland, acht keer deel aan zowel de WK (4x goud, 1x zilver en 1x brons) als de EK kunstschaatsen (3x goud, 2x zilver, 1x brons). Verder waren ze driemaal aanwezig op de Olympische Winterspelen, met het gezamenlijk team in 1992 en met het Russische team in 1994 en 1998. Als eerste ijsdanspaar verdedigden Grisjtsjoek en Platov in 1998 met succes hun vier jaar eerder veroverde gouden olympische medaille.
Ze verhuisde in 1994 naar de Verenigde Staten. Grisjtsjoek is een alleenstaande moeder met een dochter (geboren in 2002).

## Belangrijke resultaten
1986-1989 met Aleksandr Tsjitsjkov, 1989-1998 met Jevgeni Platov (tot 1992 voor de Sovjet-Unie uitkomend, daarna voor Rusland)
| Kampioenschap           | 86/87  | 87/88 |               | 89/90         | 90/91         | 91/92         | 92/93         | 93/94         | 94/95         | 95/96         | 96/97         | 97/98 |
| ----------------------- | ------ | ----- | ------------- | ------------- | ------------- | ------------- | ------------- | ------------- | ------------- | ------------- | ------------- | ----- |
| Olympische Spelen       |        |       |               |               | 4e            |               | Goud          |               |               |               | Goud          |       |
| Wereldkampioenschap     |        |       | 5e            | 4e            | Brons         | Zilver        | Goud          | Goud          | Goud          | Goud          |               |       |
| Europees kampioenschap  |        |       | 5e            | 5e            | Brons         | Zilver        | Zilver        |               | Goud          | Goud          | Goud          |       |
| Champions Series-finale |        |       |               |               |               |               |               |               | Goud          |               | Goud          |       |
| Nationaal kampioenschap |        |       | Brons         | Zilver        | Goud          | Goud          |               |               | Goud          |               |               |       |
| WK junioren             | Zilver | Goud  | geen deelname | geen deelname | geen deelname | geen deelname | geen deelname | geen deelname | geen deelname | geen deelname | geen deelname |       |
| NK junioren             |        | Goud  | geen deelname | geen deelname | geen deelname | geen deelname | geen deelname | geen deelname | geen deelname | geen deelname | geen deelname |       |

1976: Ljoedmila Pachomova / Aleksandr Gorsjkov ·
1980: Natalja Linitsjoek / Gennadi Karponossov ·
1984: Jayne Torvill / Christopher Dean ·
1988: Natalja Bestemjanova / Andrej Boekin ·
1992: Marina Klimova / Sergej Ponomarenko ·
1994: Oksana Grisjtsjoek / Jevgeni Platov ·
1998: Oksana Grisjtsjoek / Jevgeni Platov ·
2002: Marina Anissina / Gwendal Peizerat ·
2006: Tatjana Navka / Roman Kostomarov ·
2010: Tessa Virtue / Scott Moir ·
2014: Meryl Davis / Charlie White ·
2018: Tessa Virtue / Scott Moir ·
2022: Gabriella Papadakis / Guillaume Cizeron